# Fate/Grand Order
Fate/Grand Order (japonês: フェイト/グランドオーダー, Hepburn: Feito/Gurando Ōdā) é um RPG eletrônico para celular online gratuito, desenvolvido pela Delightworks usando Unity, e publicado pela Aniplex. O jogo é baseado na franquia Fate/stay night da Type-Moon e foi lançado no Japão em 29 de julho de 2015 para Android, e em 12 de agosto de 2015 para iOS. As versões em inglês para iOS e Android ocorreram em 25 de junho de 2017 nos Estados Unidos e no Canadá, e uma versão em coreano foi lançada em 21 de novembro de 2017. Uma versão arcade intitulada Fate/Grand Order Arcade foi lançada pela Sega no Japão em 26 de julho de 2018.
O jogo é centrado em combates baseado em turnos, onde o jogador, que assume o papel de "Mestre", convoca e comanda familiares poderosos conhecidos como "Servos" para combater inimigos. A narrativa da história é apresentada em um formato de romance visual, e cada Servo tem seu próprio cenário que o jogador pode explorar.
Fate/Grand Order faturou $982 milhões em 2017, tornando-se o sexto jogo para celular com maior venda do ano. Em 2018, Fate/Grand Order arrecadou $1.2 bilhões, tornando-se o sétimo jogo gratuito para jogar de maior venda do ano. Em 13 de março de 2019, o jogo arrecadou mais de $ 3 bilhões em todo o mundo.

## Jogabilidade
Fate/Grand Order é um RPG tático baseado em turnos. O jogador assume o papel de "Mestre" e comanda um grupo de indivíduos chamados "Servos", que são tipicamente figuras históricas, literárias e mitológicas de várias culturas. O jogador comanda um grupo composto por até 6 Servos em cada batalha, 3 membros ativos e 3 membros da reserva. Em cada turno, o jogador recebe um conjunto de 5 Cartas de Comando e pode usar até 3 delas para atacar. Cada servidor tem 5 cartas que o jogador pode usar; as cartas de todos os servos em campo são embaralhadas e distribuídas ao jogador a cada turno. As cartas têm três tipos: Buster (um ataque pesado), Arts (um ataque médio que cobra um medidor pelo "Noble Phantasm" do Servo) e Quick (um ataque leve que gera Estrelas Críticas que aumentam a probabilidade de acertos críticos no próximo turno). Se três cartas semelhantes forem usadas em um turno, elas criarão uma "Corrente" que dará um bônus com base nas propriedades das cartas. Se três cartas, todas correspondendo ao mesmo servidor, forem selecionadas, uma "Corrente Valente" será seguida, resultando em um ataque extra, mais poderoso, sendo adicionado ao final. Cada servidor também possui habilidades que podem ser usadas antes de sacar cartas de comando; cada habilidade produz efeitos na batalha, bem como um cartão de comando especial chamado "Noble Phantasm" que aparece quando o medidor está cheio. O "Mestre" também tem um conjunto separado de habilidades e habilidades especiais chamadas "Feitiços de Comando". Feitiços de Comando têm uma variedade de efeitos e recarga com base no tempo do mundo real.
Os servos são obtidos através de uma mecânica gacha. O Saint Quartz, uma moeda do jogo obtida tanto com o jogo quanto com compras no aplicativo com dinheiro real, é usado para convocar novos Servos e adquirir "Essências de Ofício", que dão efeitos adicionais quando equipadas a um servidor. Essa invocação é aleatória, com alguns servidores disponíveis normalmente e outros raramente. Outra moeda é "Friend Points", que são adquiridos com mais facilidade, mas só podem adquirir Servos comuns com eles. Se várias cópias do mesmo servo forem adquiridas, o poder desse servo será ligeiramente aumentado. Fate/Grand Order foi criticado por ter uma taxa de queda fraca em seus raros servos, sendo extremamente caro adquiri-los com segurança.

## Enredo
Em 2015, a Organização de Segurança de Chaldea recorre a especialistas dos campos mágico e mundano para observar o futuro da humanidade para possíveis eventos de extinção. A sobrevivência da humanidade parece garantida para o próximo século - até que o veredicto mude repentinamente e agora a erradicação da espécie aguarde no final de 2016. A causa é desconhecida, mas parece estar ligada à cidade japonesa de Fuyuki e aos eventos de 2004 durante a Quinta Guerra do Santo Graal.
Em resposta, Chaldea utiliza um meio experimental de viagem no tempo, a tecnologia Rayshift. Com ele, Ritsuka Fujimaru (um jovem homem ou mulher, dependendo da escolha do gênero do jogador) foi recentemente recrutado para a organização, e uma garota misteriosa chamada Mash Kyrielight, pode viajar para 2004 e descobrir como salvar a humanidade. Uma grande ordem para combater o destino foi declarada - uma ordem para mudar o passado e restaurar o futuro. Após os eventos em Fuyuki, Ritsuka Fujimaru e Mash Kyrielight devem restaurar a Fundação da Humanidade recuperando poderosos Santos Graais. Os Graais, que são capazes de conceder qualquer desejo, também são capazes de sustentar anormalidades que ameaçam a existência da humanidade. Os protagonistas utilizam a tecnologia Rayshift para viajar no tempo para esses períodos, variando de Orleans a Okeanos e até a antiga civilização da Babilônia. Ao longo do caminho, Ritsuka encontra o principal antagonista e mentor por trás do plano de erradicar a humanidade: o Rei Mago Salomão. Ele proclama que a tentativa da Chaldea de salvar a humanidade não importará se eles falharem em obter cada Santo Graal antes de partir. Depois de obter todos os 7 Santo Graal, Fujimaru e seu Servo avançam para Ars Paulina, o trono onde Salomão esteve uma vez. Na batalha final contra Salomão e sua legião de 72 Deuses Demônios, Ritsuka e Mash são incapazes de derrotar qualquer um dos Pilares Demônios, pois eles se regeneram imediatamente. Quando toda a esperança parece perdida, os Servos que ajudaram Fujimaru em sua busca em todas as singularidades aparecem, permitindo que a Caldeia rompa e derrote Salomão, que é revelado como o Deus Demônio Goetia, uma besta que possuía o cadáver de Salomão e deseja erradicar a humanidade. para viajar de volta ao alvorecer da humanidade. Goetia é rapidamente despachada, mas não antes de Mash utilizar seu Noble Phantasm para desviar o Noble Phantasm de Goetia para proteger Fujimaru em troca de sua vida. Assim como a esperança foi perdida, Romani apareceu e revelou que ele próprio é realmente o verdadeiro Salomão, o Grand Caster que desejava ser humano após a quinta guerra do Santo Graal. Usando seu único Noble Phantasm para se livrar da existência e enfraquecer Goetia, ele se despediu de Ritsuka e para derrotar Goetia de uma vez por todas. Após a Singularidade final ser restaurada, Mash é revivida pelo poder de Beast IV, que é revelado como Fou, uma criatura semelhante a um cão que viajou ao lado de Fujimaru e seu grupo durante todo o jogo.
Após a conclusão das singularidades, Ritsuka Fujimaru recebe a classificação de Causa, pela Associação dos Magos. Na sequência da crise da singularidade, Chaldea seria encarregada de lidar com as subespécies de singularidade. Durante esse período, Chaldea seria alvo de críticas de várias organizações, incluindo a ONU e a Associação de Magos.
Após a conclusão desses incidentes, Chaldea se encontraria sob nova administração sob a Goldolf Musik. Aconteceu que Goldolf era apenas um bode expiatório em uma aquisição hostil por uma organização misteriosa, conspirando com uma entidade desconhecida conhecida como Deus Alienígena, para destruir Chaldea e a história humana atual, revertendo o planeta de volta à Era dos Deuses. Agora fugindo, Ritsuka, Mash e os membros sobreviventes de Chaldea sobreviveram a bordo do navio autônomo Shadow Border, viajando para diferentes linhas de tempo chamadas "Lostbelts", linhas de tempo separadas da principal história humana representada por um Crypter. Para corrigir a história humana mais uma vez e derrotar o Deus Alienígena, Ritsuka Fujimaru deve tomar algumas decisões e sacrifícios graves que o farão um salvador... ou um destruidor.

## Desenvolvimento e lançamento
O jogo foi elaborado pela primeira vez por Kinoko Nasu, sob o título de trabalho "Fate Online Project Reboot", que era para ser uma versão jogo multijogador massivo online do jogo Fate/Apocrypha usando rascunhos e conceitos de design do livro Fate/complete material IV Extra material. Mas o jogo planejado foi cancelado e arquivado durante as etapas de planejamento. Fate/Apocrypha se tornou mais tarde um romance, e alguns dos conceitos e personagens foram integrados à série final e ao próprio jogo. Mais tarde em 2014, a Aniplex propôs a Nasu revisitar o projeto de jogo cancelado, anunciando uma colaboração com o estúdio de jogos DelightWorks para refazer o conceito em um jogo de RPG para dispositivos móveis.
O jogo foi publicado pela Aniplex e lançado no Japão em 29 de julho de 2015, em dispositivos Android, com um lançamento subsequente em 12 de agosto para dispositivos iOS. Além da jogabilidade e da própria história, o jogo também apresenta eventos para os jogadores obterem novos itens e servidores, como campanhas de convocação para Servos/Essências de Ofício limitados, eventos baseados em Servidores específicos, eventos anuais do mundo real e colaborações com outros Type-Moon funciona como Kara no Kyoukai e Fate/Zero.

## Recepção comercial
O jogo é muito popular no Japão e os relatórios indicam que o nível é comparável ao sucesso do Pokémon GO. No Japão, o jogo passou 13 milhões de downloads em maio de 2018 e 14 milhões de downloads em agosto de 2018. FGO também está ganhando força em outras partes do mundo, como nos EUA e no Canadá, onde já ultrapassou 1 milhão de downloads após seu lançamento em junho de 2017 no Android. Em outubro de 2018, o jogo estava disponível em cinco idiomas em dez países, tendo recebido um total de 32 milhões de downloads em todo o mundo, incluindo mais de 4 milhões de downloads para a versão em inglês e 7 milhões em setembro de 2019 No Twitter, Fate/Grand Order foi o jogo mais twittado em 2018 (com o Japão sendo o país que mais twittou sobre jogos naquele ano), superando Fortnite e PlayerUnknown's Battlegrounds.

### Receita
Fate/Grand Order arrecadou aproximadamente $370 milhões em compras em aplicativo entre agosto de 2015 e dezembro de 2016, incluindo $175 milhões na App Store (pico de $5.6 milhões de receita semanal) e $195 milhões no Google Play ($3.3 milhões por semana). Em 2017, o jogo arrecadou ¥89.6 bilhões no Japão entre janeiro e 3 de outubro e ¥13.2 bilhões na China. Em todo o mundo, o jogo arrecadou $982 milhões em 2017, tornando-se o sexto jogo móvel de maior venda do ano. Em 2018, arrecadou pelo menos ¥134.8 bilhões ($1,221 milhões), incluindo ¥120.4 bilhões no Japão (onde foi o segundo jogo móvel de maior bilheteria do ano) juntamente com ¥14.4 bilhões no exterior durante a primeira metade do ano. Foi o principal jogo móvel do ano em termos de gastos do consumidor em todo o mundo. Na China, Fate/Grand Order é representado por bilibili. A versão do iOS ficou online em 29 de setembro de 2016 e o Android em 13 de outubro de 2016. Sua receita é responsável por 57,9% da receita anual de bilibili.

## Outras mídias

### Anime
Uma adaptação cinematográfica de televisão animada intitulada Fate/Grand Order: First Order (フェイト/グランドオーダー -First Order-, Feito/Gurando Ōdā -First Order-)  foi ao ar em 31 de dezembro de 2016. Foi uma adaptação do prólogo do jogo. O filme, produzido pelo estúdio Lay-duce, foi dirigido por Hitoshi Namba e estrelou os dubladores Nobunaga Shimazaki, Rie Takahashi e Ayako Kawasumi nos papéis dos personagens principais que foram projetados no passado para tentar impedir a extinção que se aproximava da humanidade. A Aniplex of America licenciou o filme na América do Norte. A MVM Films lançou o filme no Reino Unido. Foi seguido por um curta de animação intitulado Fate/Grand Order: Moonlight/Lostroom (フェイト/グランドオーダー -Moonlight/Lostroom-, Feito/Gurando Ōdā -Moonlight/Lostroom-)  em 31 de dezembro de 2017. Foi dirigido por Hitoshi Namba e Takurō Tsukada, com roteiros de Kinoko Nasu e música de Ryo Kawasaki.
Um curta de animação especial produzido por Ufotable, intitulado Fate/Grand Order x Himuro's World: Seven Most Powerful Great Figures Chapter (フェイト/グランドオーダー × 氷室の天地 ～7人の最強偉人篇～, Feito/Gurando Ōdā x Himuro no Tenchi: 7-nin no Saikyō Ijin-hen)  foi anunciado no "Fate/Grand Order Guest Talk Stage in Akihabara Festival 2017" e foi ao ar em 31 de dezembro de 2017. A animação é baseada no mangá de comédia de 4 painéis Fate/School Life, de Eiichirō Mashin, que também forneceu os roteiros, dirigidos por Takahiro Miura, produzido por Toshiyuki Kanezawa, com design de personagens de Masato Nagamori e música de Go Shiina.
Uma adaptação em anime do sétimo capítulo do jogo é animada pela CloverWorks e começou a ser exibida em outubro de 2019.

### Filmes
Uma adaptação de filme de anime em duas partes, intitulada Fate/Grand Order - Divine Realm of the Round Table: Camelot (フェイト/グランドオーダー -神聖円卓領域 キャメロット-, Feito/Gurando Ōdā Shinsei Entaku Ryōiki Kyamerotto)  está sendo produzido pela Production I.G e pela Signal.MD, adaptando o sexto capítulo do jogo. Ukyō Kodachi escreverá os roteiros dos primeiros filmes, e Keita Haga e Hideyuki Fukasawa estão compondo as partituras dos filmes. Kei Suezawa está dirigindo o primeiro filme na Signal.MD; Kazuto Arai está dirigindo o segundo filme na Production I.G. Ambos os filmes apresentam desenhos de personagens de animação de Mieko Hosoi, Kazuchika Kise e Nakaya Onsen, que estão adaptando os desenhos originais de Takashi Takeuchi. O primeiro de dois filmes, com o subtítulo Wandering; Airgetlám, estreará em 2020.

### Mangá
Três adaptações de mangá foram anunciadas e lançadas. A primeira série de mangás, - mortalis:stella - foi escrita por Shiramine, serializada na revista Monthly Comic Zero Sum da Ichijinsha. Um volume de Tankobon foi lançado até o momento. A Kodansha USA licenciou o mangá em inglês. A segunda série de mangás, -turas realta-, foi escrita por Takashi Kawabuchi e serializada pela revista Bessatsu Shōnen Magazine da Kodansha em agosto de 2017. Dois volumes de Tankobon foram lançados até agora.
Um mangá de comédia de 4 painéis intitulado Learn with Manga! Fate Grand/Order (マンガで分かる! Fate/Grand Order, Manga de Wakaru! Feito/Gurando Ōdā) foi escrito e ilustrado por Riyo e lançado on-line em 13 de abril de 2015. O mangá aborda o básico do jogo em um tom mais cômico do que a série principal. Foi seguido por duas sequências: Learn More with Manga! Fate Grand/Order (もっとマンガで分かる！ Fate/Grand Order, Motto Manga de Wakaru! Feito/Gurando Ōdā) Feito / Gurando Ōdā) em 17 de dezembro de 2015 e Learn Even More with Manga! Fate Grand/Order (ますますマンガで分かる！ Fate/Grand Order, Masumasu Manga de Wakaru! Feito/Gurando Ōdā) em 3 de agosto de 2017. Kadokawa Shoten lançou uma compilação dos capítulos das duas primeiras séries em um volume tankobon em 2 de agosto de 2017. Aniplex of America traduziu oficialmente todos os capítulos do primeiro mangá para o inglês.

### Adaptações de videogame
Uma versão arcade do jogo intitulada Fate/Grand Order Arcade (フェイト/グランドオーダー アーケード, Feito/Gurando Ōdā ākēdo) foi lançado pela Sega, em 26 de julho de 2018. No primeiro mês do lançamento da versão arcade em 26 de julho de 2018, a Sega vendeu 10 milhões de cartões para o jogo arcade, arrecadando ¥1 bilhão ($9 milhões) em receita de vendas de cartões até agosto de 2018. Em setembro de 2018, a versão arcade tinha mais de 300.000 jogadores no Japão. Combinadas, as versões mobile e arcade do jogo arrecadaram uma receita total de aproximadamente $3.4 bilhões entre agosto de 2015 e dezembro de 2018.